# 竹内友三郎 (実業家)
竹内 友三郎（たけうち ともさぶろう、1882年〈明治15年〉11月25日 - 没年不明）は、日本の商人（精肉商、牛肉商）、政治家、実業家。合名会社竹内商店代表社員。旧姓・山本。

## 経歴
大阪府人・山本義光の三男、あるいは四男。山本與次右衛門の弟。愛知県知多郡八幡町生まれ。竹内慶太郎の養子となり、1923年に家督を相続する。神戸中学卒業。
合名会社竹内商店神戸支店に入る。横浜市会議員、横浜屠場、東神冷蔵製氷各取締役などをつとめる。

## 人物
宗教は禅宗。趣味は囲碁。住所は神奈川県横浜市中区真砂町1丁目。

## 家族
竹内家
- 養父・慶太郎（1861年 - ?、牛肉商、生肉商、精肉商、合名会社竹内商店代表社員）
- 妻
  - かね（1883年 - ?、竹内慶太郎の長女）[4]
  - ナカ（1888年 - ?、長崎、樋口正治の妹）[3]
- 長女[3]
- 養子[3]
- 孫[3]